# Харрис, Синтия
Синтия Харрис (англ. Cynthia Harris, 9 августа 1934 — 3 октября 2021) — американская актриса.

## Биография
Харрис родилась и выросла Нью-Йорке, где начала свою карьеру на офф-бродвейской сцене. На экране она дебютировала в фильме 1968 года «Айседора», а в последующие годы переместилась на телевидение, где снималась в различных ситкомах. Вне комедий, Харрис сыграла ведущую роль в британском мини-сериале 1978 года «Эдвард и миссис Симпсон», который принес ей номинацию на телевизионную премию BAFTA.
Харрис добилась наибольшей известности благодаря роли в ситкоме NBC «Без ума от тебя», где она снималась с 1993 по 1999 год. Также у неё была заметная второстепенная роль в первом сезоне «Закон Лос-Анджелеса» и многочисленные роли в театре. В дополнение к этому она появилась в таких шоу как «Закон и порядок», «Спаси меня», «Она написала убийство» и «Тихая пристань».